# Support Lesbiens
Support Lesbiens ist eine in englischer Sprache singende tschechische Band.
Die Gruppe wurde im Jahr 1992 gegründet. Sie wird dem Genre New Age zugeordnet, ihre Lieder besitzen aber auch Züge von Rockmusik. Ihre ersten Alben eigneten sich eher für Hardrockfans. Obwohl sie bisher nur in den tschechischen Charts Erfolg hatten, traten sie auch einige Male in Deutschland auf.

## Geschichte
Zu Beginn ihrer Karriere zogen Support Lesbiens einige Kritik auf sich, da sie eine der wenigen Bands in Tschechien waren, die ihre Liedtexte in Englisch verfassten. Sie konnten nur wenige Fans halten, die der Fremdsprache gegenüber aufgeschlossen waren. Support Lesbiens spielten anfangs in kleinen Clubs mit bis zu 600 Zuhörern oder auf mittelgroßen Festivals mit rund 5000 Zuschauern. 1993 erfolgte ein Auftritt in Berlin und die erste Tournee. Im selben Jahr veröffentlichten sie ihr Debütalbum So What?.
1996 kündigten Support Lesbiens ihren bisherigen Vertrag mit der Plattenfirma Sony Music Entertainment und trennten sich für zwei Jahre. 1998 begannen sie mit Aufnahmen zu einem weiteren Album. 2002 unterschrieben sie bei Sony Music/Bonton. Im folgenden Jahr bemühten sie sich, ihr neues Album Regeneration? auf so vielen Sommerfestivals wie möglich zu präsentieren. Zahlreiche kleinere Auftritte in Shows und Sendungen folgten, die Band gewann in ihrem Land an Popularität. Zu ihrem zehnten Jubiläum erhielten sie 2002 schließlich eine Goldene Schallplatte für ihr Album Tune da Radio. Support Lesbiens wurden im Jahr 2003 mit zwei Zlaté Anděle (deutsch: „goldene Engel“) der Tschechischen Musikakademie für das beste Album des Jahres 2002 und die beste Band 2002 ausgezeichnet. In Polen veröffentlichten sie Tune da Radio auf dem Label Sony Music Poland. Bald darauf erhielten sie Gold für das Album Regeneration und Platin für Tune da Radio.
Im Jahr 2004 gab es einige Änderungen in der Zusammensetzung. Jaromír „Yarda“ Helešic wurde durch Gitarrist René Rypar ersetzt, während Bassist Jan Daliba und Drummer Tomáš Novák zur Gruppe hinzustießen. Support Lesbiens trat künftig zu fünft auf. Damit verbunden war auch ein Neuausrichtung ihres bisherigen Stils. Sie widmeten sich nun eher ruhigeren Stilrichtungen. Noch im selben Jahr erreichte die Single Cliché als allererste englischsprachige Platz 1 der tschechischen Charts. 
Kurz darauf kürte MTV Europe sie zum Artist Of The Week. 2005 galten Support Lesbiens als eine der meistgespielten Bands im tschechischen Radio. Ihre Single English Stereo war 2006 wochenlang auf Platz 1 der tschechischen Radiocharts.
Ende 2008 nahmen Support Lesbiens den Soundtrack für den Film Máj des Regisseurs F. A. Brabec auf. Das Besondere am Soundtrack war, dass alle Lieder auf Tschechisch gesungen wurden. Im selben Jahr verließ Schlagzeuger Tomáš Novák die Band und wurde durch Svatopluk Čech ersetzt. Dieser schied ein Jahr später aber wieder aus, sodass Support Lesbiens ein öffentliches Vorspielen ankündigten, um ein neues Bandmitglied zu finden. Etwa hundert Kandidaten nahmen an der Veranstaltung teil. Nach drei Runden wurde schließlich Zbyněk Raušer gewählt.
Am 3. Oktober 2011 erschien das Album Homobot. Die erste Singleauskopplung Bombs and Lies erschien bereits im Mai 2011. Es folgte eine umfangreiche Clubtournee.
Ende 2012 entschieden sich Support Lesbiens, zu ihrem 20-jährigen Bestehen eine Akustiktour zu veranstalten. Diese fand ausschließlich in Theatern statt.

## Diskografie
Alben
- 1993: So What? (Sony Music Entertainment/Epic)
- 1994: Medicine Man (Sony Music Entertainment/Epic)
- 2001: Regeneration (Sony Music/Bonton/Epic)
- 2002: Tune da Radio (Sony Music/Bonton/Epic)
- 2005: Midlife (Sony Music Entertainment/Epic)
- 2006: Euphony and Other Adventures (Universal Music)
- 2007: Greatest Hits 1993–2007 (Sony/BMG Entertainment)
- 2008: Lick It (Universal Music)
- 2009: Soft Collection (Universal Music)
- 2011: Homobot (Universal Music)

## Auszeichnungen
- 2003: Zwei Zlaté Anděle (deutsch: „goldene Engel“) der Tschechischen Musikakademie (Beste Band des Jahres 2002; Bestes Album des Jahres 2002)